# Anton Wilhelm Ertl
Anton Wilhelm Ertl (* 10. September 1654 in München; † nach 1715) war ein deutscher Jurist und Geograph. Bekannt wurde er vor allem als Verfasser und Herausgeber des Kurbayerischen Atlas.

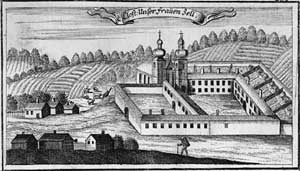
Stich des Klosters Frauenzell aus dem "Churbaierischen Atlas" 1687

1670 schloss er das Jesuitengymnasium München (heute Wilhelmsgymnasium München) ab und trat in den Jesuitenorden ein, den er jedoch 1675 wieder verließ. Anschließend studierte er Jura an der Universität Ingolstadt und heiratete dort 1677, noch als Student, Anna Maria Madalena von Zollner.
Ertl war dann zunächst Hofmarksrichter in Rottenbuch, dann Oberrichter des Klosters Steingaden in Wiedergeltingen (frühestens 1686 bis spätestens 1696) und anderen schwäbischen Ortschaften sowie ab 1705 Rat und gemeinschaftlicher Syndikus des Kaisers und der Reichsritterschaft in Schwaben.
Während seiner Zeit als Oberrichter in Wiedergeltingen verfasste und veröffentlichte er 1687 und 1690 in zwei Teilen den Kurbayerischen Atlas, eine geographische Beschreibung des damaligen Kurfürstentums Bayern mit Kupferstichen von Johann Ulrich Krauß.